# Juncus effusus
Juncus effusus é uma espécie de planta com flor pertencente à família Juncaceae. 
A autoridade científica da espécie é L., tendo sido publicada em Species Plantarum 1: 326. 1753.
O seu nome comum é junco-solto.

## Portugal
Trata-se de uma espécie presente no território português, nomeadamente os seguintes táxones infraespecíficos:
- Juncus effusus subsp. effusus - presente em Portugal Continental. Em termos de naturalidade é nativa da região atrás referida. Não se encontra protegida por legislação portuguesa ou da Comunidade Europeia.
- Juncus effusus subsp. laxus - presente no Arquipélago da Madeira. Em termos de naturalidade é nativa da região atrás referida. Não se encontra protegida por legislação portuguesa ou da Comunidade Europeia.

A Checklist da Flora de Portugal indica esta espécie como tendo problemas taxonómicos no Arquipélago dos Açores onde é dada como nativa.